# Ruggero Capodaglio
Ruggero Capodaglio (1880 – 1946) fue un actor teatral y cinematográfico de nacionalidad italiana.

## Biografía
Nació en Salerno, Italia, en el seno de importante familia de actores teatrales originaria del Véneto. Su hermana menor fue la también actriz Wanda Capodaglio. 
Capodaglio trabajó principalmente en el ámbito teatral, y fue un actor de registro tanto dramático como cómico. Se interesó por el teatro futurista, y en 1916 formó junto a Luigi Zoncada y Giuseppe Masi la Compagnia Zoncada-Masi-Capodaglio. El primer espectáculo representado por ella tuvo lugar en el Teatro Politeama Duca di Genova de La Spezia el 21 de abril de ese año, y posteriormente actuaron en gira por diversas ciudades italianas.
En el cine Capodaglio tomó parte en casi una treintena de filmes entre 1914 y 1945. En la época del cine mudo encarnó a Cavicchioni, personaje en diferentes películas  producidas por la productora Itala Film de Turín. 
Ruggero Capodaglio falleció en Roma, Italia, en 1946. Estuvo casado con la actriz Anna Capodaglio.

## Selección de su filmografía
- La donna nuda, de Carmine Gallone (1914)
- La fidanzata dei dollari, de Achille Consalvi (1917)
- Maciste poliziotto, de Roberto Roberti (1918)
- Maciste medium, de Vincenzo Denizot (1918)
- Maciste atleta, de Vincenzo Denizot y Giovanni Pastrone (1918)
- Addio giovinezza!, de Augusto Genina (1918)
- Maciste innamorato, de Luigi Romano Borgnetto (1919)
- Cavicchioni paladino dei dollari, de Umberto Paradisi (1920)
- Il sogno d'oro di Cavicchioni, de Umberto Paradisi (1920)
- La morte piange, ride e poi..., de Mario Bonnard (1921)
- Il castello della malinconia, de Augusto Genina (1922)
- Abbasso il cambio!, de Pier Angelo Mazzolotti (1923)
- Teodoro e socio, de Mario Bonnard (1925)
- In campagna è caduta una stella, de Edoardo De Filippo (1939)
- Il re si diverte, de Mario Bonnard (1941)
- Soltanto un bacio, de Giorgio Simonelli (1942)
- La donna del peccato, de Harry Hasso (1942)
- Paura d'amare, de Gaetano Amata (1942)
- Rossini, de Mario Bonnard (1942)
- Tristi amori, de Carmine Gallone (1943)